# Пенсакола (народ)
 Тази статия е за етническа група.  За град вижте Пенсакола.  
Пенсакола (на английски: Pensacola) е северноамериканско индианско племе, което по време на европейския контакт живее в района на залива Пенсакола в западна Флорида и югоизточна Алабама. Не е известно със сигурност какъв език са говорели, но се предполага, че е бил мускогски, свързан с езика чокто. Тяхното име днес е увековечено в името на залива и град Пенсакола.

## Европейски контакт
През 1528 година оцелелите от експедицията на Панфило де Нарваес имат среща с индианци близо до залива Пенсакола и вероятно това са били хората пенсакола. През 1539 г. Диего Малдонадо е изпратен от Ернандо де Сото да изследва крайбрежието на Мексиканския залив. Малдонадо намира залива Пенсакола, който нарича „Залив Ачусе“. През 1559 г. Тристан де Луна и Ареляно довежда в залива експедиция с намерението да основе колония. Испанците разчитат, че местните ще снабдяват колонията с провизии, но намират района изоставен. Индианците просто са се преместили по-навътре от брега. Колонията не могла да просъществува и една година. Оцелелите от бурите и болестите испанци се връщат в Мексико.

## История
За първи път името пенсакола се появява през 1657 г. като „панзакола“ или „пансакола“ и е свързано с името на едно село към мисията Сан Хуан де Аспалага в провинция Апалачи. През 1686 година пенсакола са в състояние на война с индианците мобила. Дванадесет години по-късно испанците съобщават, че племето е унищожено. Това обаче не е вярно, те просто са се преместили във вътрешността и на запад. През 1725 г. французите споменават селото им близо до днешния Билокси. След 1764 г. племето изчезва от историята като вероятно се вливат в чокто.